# Сайидзода, Зафар Шералиевич
Зафар Шералиевич Сайидзода́ (тадж. Зафар Шералиевич Сайидзода; род. 18 декабря 1961, Душанбе) — таджикский дипломат, журналист, ученый, политик и государственный деятель.

## Биография
Родился 18 декабря 1961 года в городе Душанбе в семье военнослужащего. Таджик. Среднее образование получил в столичной общеобразовательной школе № 66. Окончил с отличием в 1983 году исторический факультет Таджикского Государственного Университета.
С 1983 года преподавал на кафедрах научного атеизма и философии ТаджГУ.
13 июня 1989 года защитил кандидатскую диссертацию по социальной философии.
Со второго июля 1987 года по ноябрь 1995 года работал инструктором, заведующим сектором политического образования и информирования, заведующим идеологическим отделом ЦК ЛКСМ Таджикистана, главным специалистом Комитета по делам молодёжи Верховного Совета Таджикской ССР, главным специалистом пресс-службы Президента и Кабинета Министров Республики Таджикистан, руководителем управления информации МИД Таджикистана.
С 15 ноября 1995 года по декабрь 2003 года — пресс-секретарь Президента Таджикистана Эмомали Рахмонова.
С 15 декабря 2003 года — директор Таджикского информационного агентства «Ховар» при Правительстве Республики Таджикистан.
С 5 февраля 2008 года до 31 января 2014 года — старший советник Президента Республики Таджикистан по внешней политике.
Распоряжением главы государства был освобождён с должности старшего советника аппарата помощника Президента Республики Таджикистан по вопросам зарубежных связей в связи с переходом на другую работу 17 октября 2019 года. На новую должность Генерального консула Республики Таджикистан в г. Екатеринбурге — после получения письменного согласия российской стороны — был назначен 17 февраля 2020 года.
Доктор исторических наук (защитил диссертацию 25 мая 2016 года, приказ ВАК Минобрнауки России издан 7 ноября 2016 года).
Автор, соавтор и составитель более 70 книг, в том числе ряда книг о деятельности Эмомали Рахмона на посту Президента Таджикистана.
По социальной философии в 2000 году издал книгу под названием «Социальное отчуждение — антипод человеческой свободы: взгляд с позиций диалектической логики».
Член Союза журналистов Таджикистана, лауреат премии имени Абулькасима Лахути (сентябрь 2001 года).
29 августа 2016 года указом Президента Республики Таджикистан от 11 июля 2016 года награжден медалью «Хизмати шоиста» («За достойные заслуги») за вклад в развитие Таджикистана.
Решением Совета глав государств-участников СНГ от 3 сентября 2011 года удостоен высшей награды (грамоты) Содружества Независимых Государств.